# Karl Kirk
Karl Kirk (Sønder Nærå, 5 aprile 1890 – Aarhus, 6 marzo 1955) è stato un ginnasta danese.

## Palmarès

### Olimpiadi
- 1 medaglia:
  - 1 argento (Stoccolma 1912 nel concorso svedese a squadre)